# Srednje Prilišće
Srednje Prilišće is een plaats in de gemeente Netretić in de Kroatische provincie Karlovac. De plaats telt 33 inwoners (2001).